# Bill Adams
William Adams, detto Bill (Tynemouth, 3 novembre 1902 – Southampton, 15 marzo 1963), è stato un calciatore inglese, di ruolo difensore.

## Carriera
Ha giocato con Guilford City, Southampton, West Ham United e Southend United.